# Julien Schoenaerts
Pour les articles homonymes, voir Schoenaerts.
Julien Schoenaerts, né le 3 août 1925 à Eigenbilzen et mort le 7 septembre 2006 à Anvers, est un acteur belge de langue néerlandaise.
Il est considéré comme l'un des meilleurs acteurs de Belgique néerlandophone d'après-guerre. Il est le père de l'acteur Matthias Schoenaerts.

## Biographie
Julien Schoenaerts a joué dans de nombreuses pièces de théâtre et tenu des rôles au cinéma et à la télévision.
Son premier rôle est le principal dans un des films belges importants des années 1950 Les mouettes meurent au port (1955).
Pendant cette décennie, l'acteur interprète entre autres, Le Petit prince d'Antoine de Saint-Exupéry et Le Gardien de Harold Pinter. Il s'installera par la suite aux Pays-Bas.
Depuis les années 1970, Julien Schoenaerts souffrait de problèmes psychiques d'une grande gravité, et fut interné dans diverses institutions psychiatriques.
En 1994, il joue dans Taxandria de Raoul Servais.
Julien Schoenaerts est aussi connu pour avoir joué le rôle de Pieter de Coninck dans De Leeuw van Vlaanderen de Hugo Claus, et celui de l'évêque Stillemans dans Daens.
Il meurt le 8 septembre 2006 à Anvers, à l'âge de 81 ans. Il est inhumé au Schoonselhof Cemetery dans la même ville.